# Bédarrides
Bédarrides är en kommun i departementet Vaucluse i regionen Provence-Alpes-Côte d'Azur i sydöstra Frankrike. Kommunen ligger i kantonen Bédarrides som tillhör arrondissementet Avignon. År 2022 hade Bédarrides 5 521 invånare.

## Befolkningsutveckling
Antalet invånare i kommunen Bédarrides
| Referens: INSEE |